# Apogonia schoutedeni
Apogonia schoutedeni är en skalbaggsart som beskrevs av Moser 1917. Apogonia schoutedeni ingår i släktet Apogonia och familjen Melolonthidae. Inga underarter finns listade i Catalogue of Life.